# اسماعیل سامانی، ولایت سغد
اسماعیل سامانی که پیشتر کالینین‌آباد نامیده می‌شد، جماعت و شهرکی در شمال غربی تاجیکستان است که در ناحیهٔ غانچی ولایت سغد قرار دارد. جمعیت این جماعت ۹٬۸۳۹ نفر است.